# Barbus diamouanganai
Barbus diamouanganai е вид лъчеперка от семейство Шаранови (Cyprinidae). Видът не е застрашен от изчезване.

## Разпространение
Разпространен е в Габон и Република Конго.

## Описание
На дължина достигат до 11,3 cm.